# Die Bettwurst
Die Bettwurst ist ein Camp-Film von Rosa von Praunheim aus dem Jahr 1971. Der Low-Budget-Film erlangte durch seine Eigenwilligkeit schnell Kultstatus. Die Bettwurst ist der erste deutsche Film, der im Camp-Stil gedreht wurde.

## Handlung
Die ursprünglich aus Polen stammende Luzi spricht den wesentlich jüngeren Mannheimer Dietmar an der Kieler Uferpromenade an, da ihm unbemerkt Wechselgeld aus der Hosentasche gefallen war. Nach einer netten Plauderei verspricht Luzi, ihm die Stadt zu zeigen.
Luzi und Dietmar treffen sich danach häufiger und gehen unter anderem zu einem Tanztee. Während sie sich eines Tages in Luzis Wohnung ein Fotoalbum ansehen, gesteht Dietmar ihr seine Liebe, und Luzi erwidert sie. Die beiden leben eine Zeit lang harmonisch zusammen und genießen viele Stunden ungetrübten Glücks. Luzi und Dietmar ahmen bemüht, aber aufrichtig, die Rituale einer kleinbürgerlichen Vorzeige-Ehe nach, so wie es das Paar aus Kitsch- und Liebesfilmen und anheimelnden Werbespots gelernt hat.
Um endlich reinen Tisch zu machen, erzählt Dietmar Luzi von seiner „dunklen Vergangenheit“ unter „leichten Mädchen und schweren Jungs“.
Kurz darauf entführen Dietmars ehemalige Komplizen Luzi, weil er sich weigert, wieder ein krummes Ding mit ihnen zu drehen. Nach einer wilden Verfolgungsjagd kann Dietmar sie befreien, aber erschießt dabei einen der Gangster.
Luzi und Dietmar fliehen in einem Sportflugzeug einer ungewissen Zukunft entgegen, sind aber glückselig darüber, wieder vereint zu sein.

## Erzählstil und Machart
Der Film ist von der exaltierten Sprechweise der Hauptdarsteller, insbesondere Dietmars Mannheimer Dialekt, und absurd anmutenden Dialogen geprägt. Schauplatz ist vor allem Luzis Wohnung. Die Schauspielkunst der Hauptdarsteller ist laienhaft, aber entsprechend ihrer realen Persönlichkeiten authentisch. Mit den Low-Budget-Bedingungen der Dreharbeiten ging die Produktion offen um und versuchte nicht, diese im Film zu kaschieren.
Die Machart und der Stil des Films folgen der Camp-Ästhetik, die in Deutschland noch gänzlich unbekannt war. Camp bezeichnet unter anderem die parodistische oder übertriebene Nachahmung meist weiblicher Hollywood-Stars der 1930er bis 1960er Jahre, wie zum Beispiel Mae West und Bette Davis, die zum Teil durch sehr betonte, aber auch selbstironische Darstellungen und Gesten in Filmen auffielen. Camp ist diesen Schauspielerinnen gegenüber als ein Ausdruck der Bewunderung gemeint und fand sich zur damaligen Zeit in einigen Undergroundfilmen meist schwuler Regisseure aus den USA wieder. Die Kino-Zeit schrieb über Die Bettwurst: „Mit geringen Mitteln produzierte und aus vollem Herzen die Camp-Ästhetik umarmende Anarchokomödie über eine kleinbürgerliche Liebe in Kiel. Was im ersten Augenblick nach schriller Trivialität aussehen mag, entpuppt sich als hellwaches Soziogramm nach dem Vorbild des US-amerikanischen Underground-Kinos.“

## Notizen
Die Bettwurst wurde erstmals 1971 im ZDF in der Sendereihe Das kleine Fernsehspiel gezeigt.
Der Titel bezieht sich auf eine im Volksmund als „Bettwurst“ bezeichnete Nackenrolle, die Luzi, die Hauptakteurin des Films, ihrem Freund Dietmar zu Weihnachten schenkt. Die Hauptdarstellerin Luzi Kryn ist von Praunheims Tante 2. Grades.
In Programm- und Studentenkinos, die den Film traditionell einmal im Jahr zeigen, werden prägnante Textstellen des Films vom Publikum lautstark mitgesprochen. Besonders populär wurde die Szene zwischen Luzi und Dietmar im Bett, in der sie sich immerzu ihre Liebe gestehen und Komplimente machen. Luzi Kryn, die Darstellerin von Luzi, wiederholte in von Praunheims Film Can I Be Your Bratwurst, Please? (1999) diese Szene mit dem schwulen Pornostar Jeff Stryker.
Von Praunheim drehte mit denselben Hauptdarstellern eine Fortsetzung namens Berliner Bettwurst (1975). Als Pendant wird Die Bettwurst auch Kieler Bettwurst genannt, weil der Film in Kiel gedreht wurde.
Die Band Inquire verarbeitete Die Bettwurst in ihrem Album The Neck Pillow (2000).
Von Praunheim brachte bereits mehrere Auflagen seines Fotobuchs Die Bettwurst und meine Tante Lucy heraus. Die Erstauflage erschien 2006.
Im Jahr 2022 inszenierte von Praunheim Die Bettwurst – Das Musical, das sich auf den Film bezieht, in dem Berliner Varietétheater Bar jeder Vernunft. Die Hauptrolle übernahm die Schauspielerin und Jazzsängerin Anna Mateur als Tante Luzi. Das Saarländische Staatstheater in Saarbrücken übernahm 2023 das Musical unter der Regie von Paul Spittler.
Das Kulturzentrum Lokremise in St. Gallen inszenierte 2024 Die Bettwurst als Theaterperformance.

## Rezeption
Dass Die Bettwurst schnell zu einem Kultfilm aufstieg, lag sicherlich in erster Linie an der Begeisterung vieler Zuschauer, die Kritik gab aber ihren Beitrag dazu: „Auch das nichtkommerzielle Kino hat seine Meister. Der größte in Deutschland: Rosa von Praunheim. Sein im ZDF uraufgeführter Film Die Bettwurst bestätigte erneut, was seine schon auf vielen Festivals gezeigten Werke Rosa Arbeiter auf goldener Straße und Schwestern der Revolution kennzeichnen: Eine in Deutschland überaus seltene Mischung von künstlerischem Ideenreichtum, sozialkritischem Bewußtsein und Humor.“ (Frankfurter Allgemeine Zeitung) „So grotesk und unterhaltsam von Praunheims Trivialhandlung erscheint – Die Bettwurst hat dennoch die Qualitäten eines seriösen, wohldurchdachten Soziogramms“, lobte der Spiegel. „Und dieser Film – balancierend zwischen Groteske, komischer Nummer und anrührendem Schicksal – hat eine merkwürdige Bannkraft: Die filmungewöhnlichen Protagonisten, die Antihelden mit ihren treffend wiedergegebenen Klein-Leute-Dialogen nehmen sich in der Tat fesselnd aus – von ähnlich filmungewöhnlicher Neuheit wie authentische Volkstypen in amerikanischen Underground-Filmen.“ (Der Film-Beobachter) „Quadratur des Kreises: Solch eine Balance von Sachlichkeit und Nonchalance, von Engagement und Heiterkeit habe ich noch kaum gesehen – und gewiß nicht in deutschen Filmen.“ (Film und Fernsehen) Der renommierte Kritiker und Professor für Theaterwissenschaft Hellmuth Karasek lobte den Film als „Knüller“ und schrieb in seiner Kritik über die Hauptdarstellerin: „Luzi ist seine [Rosa von Praunheims] Tante […] und ist eine unvergleichliche Mischung aus spießig gesundem Menschenverstand und Vergnügungsgier, aus nüchterner Erdennähe und girrender Nippes-Seligkeit. Luzi ist die verkörperte Aufrichtigkeit falscher Töne, eine Duse in der Sozialwohnung, eine Callas aus Kiel.“ „Nach dem aufsehenerregenden Nicht der Homosexuelle ist pervers … folgte der grandios exzentrische, bis heute als Kultfilm verehrte Die Bettwurst.“ (Süddeutsche Zeitung) Die Deutsche Welle unterstrich ganz im Sinne des Neuen Deutschen Films die Strahlkraft des Films in Bezug auf gesellschaftliche Themen und neue Formen des Kinos: „Die Filme Die Bettwurst und Nicht der Homosexuelle ist pervers, sondern die Situation, in der er lebt (beide 1971) waren für das deutsche Kino, aber auch für eine breitere Öffentlichkeit, Fanale des Aufbruchs.“